# Biesen (Maierhöfen)
Biesen (westallgäuerisch: im Biesə) ist ein Gemeindeteil der Gemeinde Maierhöfen im bayerisch-schwäbischen Landkreis Lindau (Bodensee).

## Geographie
Das Dorf liegt circa zwei Kilometer nördlich des Hauptorts Maierhöfen und zählt zur Region Westallgäu. Nördlich des Orts verläuft die Grenze zu Baden-Württemberg. Nordöstlich von Biesen befindet sich der Biesenweiher.

## Ortsname
Der Ortsname leitet sich vermutlich vom Personennamen Buoso ab.

## Geschichte
Biesen wurde erstmals im Jahr 1431 als Bysi urkundlich erwähnt. 1770 fand die Vereinödung in Biesen mit neun Teilnehmern statt.

## Persönlichkeiten
- Hans Rudhart (* 1945), deutscher nordischer Skisportler